# Strofisk vers
Strofisk vers innebär inom poesin att en vers metriska mönster upprepas i varje strof.